# باي سول كي
باي سول كي (بالكورية: 배슬기)‏ هي مغنية وممثلة كورية جنوبية. ولدت يوم 27 سبتمبر 1986 في بوسان في كوريا الجنوبية. 

## روابط خارجية
- باي سول كي على موقع IMDb (الإنجليزية)
- باي سول كي على موقع ميوزك برينز (الإنجليزية)
- باي سول كي على موقع ديسكوغز (الإنجليزية)
- باي سول كي على موقع قاعدة بيانات الفيلم (الإنجليزية)
- باي سول كي على موقع كينوبويسك (الروسية)
- باي سول كي على موقع كينوبويسك (الروسية)